# (288) Glauke
(288) Glauke ist ein Asteroid des mittleren Hauptgürtels, der am 20. Februar 1890 vom deutschen Astronomen Karl Theodor Robert Luther an der Sternwarte Düsseldorf entdeckt wurde. Es war seine letzte von insgesamt 24 Asteroidenentdeckungen.
Der Asteroid wurde benannt nach Glauke, der Tochter von Kreon, dem König von Korinth, die Iason heiraten wollte. Glauke ist auch der Name einer Danaide und einer Nereide. Die Benennung erfolgte durch Wilhelm Alexander Luther (1860–1937), den Sohn des Entdeckers. Luther stellte fest: „Nachdem ich mich von der Neuheit des Planeten hinlänglich überzeugt zu haben glaubte, schickte ich an meinen Sohn in Hamburg, welcher den Planeten seit dem 24. Februar daselbst eifrigst beobachtet hat, eine Namen-Liste zur Auswahl eines Namens, worunter sich auch drei seiner Zeit von Argelander gewünschte Namen befanden. Nach einem Briefe meines Sohnes vom 9. März hat einer dieser drei Namen »Glauke« in Hamburg besonders gefallen, so dass ich denselben als gewählt betrachte.“

## Wissenschaftliche Auswertung
Aus Ergebnissen der IRAS Minor Planet Survey (IMPS) wurden 1992 Angaben zu Durchmesser und Albedo für zahlreiche Asteroiden abgeleitet, darunter auch (288) Glauke, für die damals Werte von 32,2 km bzw. 0,20 erhalten wurden. Eine Auswertung von Beobachtungen durch das Projekt NEOWISE im nahen Infrarot führte 2011 zu vorläufigen Werten für den Durchmesser und die Albedo im sichtbaren Bereich von 32,1 km bzw. 0,17. Ein Vergleich von Daten, die von 1978 bis 2011 an der Sternwarte Ondřejov in Tschechien und am Table Mountain Observatory in Kalifornien gesammelt wurden, mit den Daten von NEOWISE führte 2012 zu Werten für den Durchmesser und die Albedo von 32,2 km bzw. 0,17. Nachdem die Werte nach neuen Messungen mit NEOWISE 2012 auf 34,2 km bzw. 0,18 geändert worden waren, wurden sie 2014 auf 29,0 km bzw. 0,28 korrigiert. Nach der Reaktivierung von NEOWISE im Jahr 2013 und Registrierung neuer Daten wurden die Werte 2015 angegeben mit 33,3 km bzw. 0,21 angegeben, diese Angaben beinhalten aber hohe Unsicherheiten.
Photometrische Messungen des Asteroiden fanden erstmals statt vom 22. bis 30. April 1982 am Table Mountain Observatory in Kalifornien. Die Beobachtungen während sieben Nächten zeigten nur einen gleichmäßigen Helligkeitsabfall. Wegen dieses merkwürdigen Verhaltens wurde eine zweite Beobachtungsreihe gestartet vom 13. bis 28. Mai am gleichen Ort sowie zusätzlich am Kitt-Peak-Nationalobservatorium und am Lowell-Observatorium in Arizona, schließlich noch eine dritte am 12. und 17. Juni am McDonald-Observatorium in Texas und am Lowell-Observatorium. Es zeigte sich, dass der gesamte Beobachtungszeitraum von 60 Tagen nur knapp ausreichend war, um eine vollständige Umdrehung des Asteroiden abzudecken, was (288) Glauke zu dem Asteroiden mit der bei Weitem längsten bekannten Rotationsperiode machte. Es konnte dafür mit plausiblen Annahmen eine Spanne von 1110 bis 1210 h abgeleitet werden. Im August/September 1983 erfolgten noch weitere Beobachtungen am Lowell-Observatorium, die aber nur wenige Datenpunkte lieferten.
Vom 24. September bis 27. November 1984 gab es wieder Messungen während neun Nächten am McDonald-Observatorium. Aus der aufgezeichneten lückenhaften Lichtkurve wurde eine Rotationsperiode von etwa 1150 h abgeleitet. Eine Neubewertung dieser Daten führte in einer Untersuchung von 1999 aber zu einer Periode von 1296 h, was den früheren Ergebnissen widersprach. Als wahrscheinlichste Erklärung für diesen Widerspruch wurde angenommen, dass sich (288) Glauke nicht in einem Hauptachsenrotationszustand befindet, sondern dass sie stattdessen in einem allgemeinen Zustand einer dreiachsigen Rotationsbewegung „taumelt“, wie es auch bereits bei (4179) Toutatis und (253) Mathilde festgestellt worden war. Eine solche Taumelbewegung wäre bei (288) Glauke seit der Entstehung des Sonnensystems nicht merklich abgeklungen. Eine Erklärung für diese taumelnden Asteroiden konnte aber nicht gegeben werden.
Eine Forschergruppe an der University of Arizona und am Planetary Science Institute in Tucson führte in den 1980er Jahren ein Programm zur „Photometrischen Geodäsie“ einer Anzahl von schnell rotierenden Asteroiden des Hauptgürtels durch, darunter auch (288) Glauke. Die bei einer Beobachtung am Kitt-Peak-Nationalobservatorium in Arizona vom 17. bis 21. Januar 1986 registrierte Lichtkurve konnte wegen der kurzen Beobachtungsspanne aber nicht weiter ausgewertet werden. Photometrische Beobachtungen vom 6. Januar bis 7. Mai 2000 am Observatorium Borówiec in Polen zeigten während einer Beobachtungsnacht keine Veränderung, aber aus den langfristigen Veränderungen wurde auf eine Rotationsperiode von etwa 1848 h geschlossen. Auch radarastronomische Untersuchungen vom 9. bis 11. und 19. bis 21. März 2000 am Arecibo-Observatorium bei 2,38 GHz entsprachen einer außergewöhnlich langsamen Rotation mit einer oberen Grenze bei 2100 h (ein genauerer Wert konnte nicht angegeben werden), während das zirkulare Polarisationsverhältnis auf eine ziemlich glatte Oberfläche im cm- bis m-Maßstab hinwies.
Um eine zuverlässige und ziemlich genaue Rotationsperiode zu erhalten und nach einem möglichen Taumelverhalten zu suchen, fand eine über neun Monate fortgesetzte Beobachtung von (288) Glauke statt am Organ Mesa Observatory in New Mexico vom 5. November 2013 bis 27. Juli 2014. Insgesamt konnten während 187 Nächten photometrische Daten erfasst werden. Dabei konnte eindeutig ein Taumelverhalten des Asteroiden festgestellt werden. Die möglichen Perioden lagen bei etwa 1170 Stunden für die primäre bzw. 740 Stunden für die sekundäre Periode, wobei die Unsicherheiten wahrscheinlich nicht über 2 % lagen.